# Mesembrius tortuosus
Mesembrius tortuosus är en tvåvingeart som först beskrevs av Heikki Hippa 1985.  Mesembrius tortuosus ingår i släktet Mesembrius och familjen blomflugor.
Artens utbredningsområde är Madagaskar. Inga underarter finns listade i Catalogue of Life.